# Острів Псів
О́стрів Псів (рос. Остров Псов) — невеликий острів у морі Лаптєвих, біля східного узбережжя півострова Таймир. Територіально відноситься до Красноярського краю, Росія.
Висота острова до 13 м на сході. Розташований на північ від півострова Суслова, між якими знаходиться Фігурна бухта. Крайні точки: північна — мис Псів, західна — Гострий мис.
Острів має квадратну форму з півостровами та косами в усіх кутах. На півдні оточений мілинами.